# Carlos Busqued
Carlos Busqued (Presidencia Roque Sáenz Peña, 1970 – Buenos Aires, 29 marzo 2021) è stato uno scrittore argentino.

## Biografia
Ingegnere di formazione e professore presso la Universidad Tecnologica Nacional (UTN), fece parlare di sé con Bajo este sol tremendo, sua opera prima, quando fu finalista del Premio Herralde 2008. Blogger, collaboratore di piccole riviste, Busqued scriveva con una prosa che permise alla stampa di avvicinarlo a Raymond Carver. Utilizzava un linguaggio che andava dritto al cuore dell'espressione, senza fronzoli e senza troppe inutili spiegazioni, retto da una struttura narrativa più che solida. Bajo este sol tremendo, romanzo noir, fu anche pubblicato in Germania e Francia. Nel 2012 uscì in Italia con il titolo Sotto questo sole tremendo da  Atmosphere libri. Il romanzo divenne anche il soggetto di un film nel 2017 intitolato L'altro fratello per la regia di Israel Adrián Caetano. Nel 2018, presso Editorial Anagrama di Jordi Herralde fu pubblicato il suo secondo romanzo Magnetizado. Il romanzo è basato su una serie di interviste che l'autore stesso ha fatto all'assassino seriale Ricardo Melogno, il quale uccise quattro tassisti nel settembre del 1982 a Buenos Aires.
È morto nel 2021 a 50 anni a causa di un infarto.